# ルイス・カッファレッリ
ルイス・エンジェル・カッファレッリ（Luis Angel Caffarelli、1948年12月8日 - ）は、アルゼンチン出身でアメリカ合衆国の数学者。偏微分方程式とその応用の分野の権威である。

## 経歴
カッファレッリはブエノスアイレスで生まれ育ち、ブエノスアイレス大学でで修士号(1968)と博士号(1972)を得た。博士課程の指導教授は、カリスト・カルデロン(Calixto Calderón)だった。カッファレッリは現在テキサス大学オースティン校のSid Richardson Chairに就いている。カッファレッリはかつて、ミネソタ大学、シカゴ大学、そしてニューヨーク大学のクーラント数理科学研究所の教授でもあった。1986年から1996年までは、プリンストン高等研究所の教授を務めていた。

## 重要な成果
カッファレッリは、1977年にActa Mathematicaに掲載された画期的な論文『The regularity of free boundaries in higher dimensions』(高次元における自由境界の正則性)により、高い評価を獲得した。それ以降、カッファレッリは障害問題と非線型微分方程式において世界的な専門家のリーダーと見なされるようになった。カッファレッリは、モンジュ・アンペール方程式を含む完全非線型楕円型方程式に対する様々な正則性の結果を発展させた。カッファレッリはまた、均質化への貢献でも有名である。近年は、積分微分方程式に関心を移した。
カッファレッリの最も引用され評価された成果の一つは、ルイス・ニーレンバーグとロバート・V・コーンとの共同研究により得られた『Partial regularity of suitable weak solutions of the Navier–Stokes equations』(ナビエ–ストークス方程式の適切な弱解の部分正則性) の論文であると見なされている。

## 賞と名誉
1988年、ピウス11世メダル受賞。1991年には米国科学アカデミーの会員に選出された。カッファレッリはパリの高等師範学校 (フランス)、ノートルダム大学、マドリード自治大学、アルゼンチンのラ・プラタ国立大学から名誉学位を授与された。1984年には、ボッチャー記念賞を受賞した。カッファレッリは科学情報研究所 (ISI) の「最も引用された研究者」の一人にリストされている。
2003年、アルゼンチンのコネックス財団は、カッファレッリに、直近の10年間でアルゼンチンで最も重要な科学者であるとして、ダイアモンドコネックス賞を授与した。これは、アルゼンチンで最も有名な賞の一つである。2005年、「非線型偏微分方程式の理論への重要な貢献」に対して、スウェーデン王立科学アカデミーからショック賞が贈られた。2009年には、数学における生涯の業績に対して、スティール賞が授与された。そして2012年、ミハエル・アッシュバッハーと共同で、ウルフ賞数学部門が授与され。アメリカ数学会のフェローとなった。2017年、カッファレッリはヤギェウォ大学にて、ロヤシェヴィチ講義（「分離について」）を行った。
2018年、カッファレッリはSIAM (学会)のフェローに指名され、数学におけるショウ賞が授与された。2023年アーベル賞受賞。

## 著書目録
査読付学術雑誌における200以上の記事に加えて、以下の2つの書籍を共著している。
1. Fully Nonlinear Elliptic Equations by Luis Caffarelli and Xavier Cabré (1995), American Mathematical Society. ISBN 0-8218-0437-5
2. A Geometric Approach to Free Boundary Problems by Luis Caffarelli and Sandro Salsa (2005), American Mathematical Society. ISBN 0-8218-3784-2